# Abby Hatcher
Abby Hatcher is een Canadese animatieserie geproduceerd door Guru Studio, Spin Master Entertainment, TVOKids en Nickelodeon Animation Studios. De serie is gedistribueerd door Nickelodeon.

## Verhaal
De serie volgt een intelligent en energiek zevenjarig meisje genaamd Abby Hatcher, en haar nieuwe vrienden, de Fuzzlies. De Fuzzlies zijn wezens die in het hotel van haar familie wonen. Samen met haar beste Fuzzly-vriendin Bozzly gaat Abby op avontuur om Fuzzly-ongelukjes op te lossen en ze te helpen op elke mogelijke manier.